# Hans Schuricht
Hans Schuricht (* 1933) ist ein deutscher ehemaliger Kantor und Orgelbauer in Taucha in Sachsen.

## Leben und Wirken
Hans Schuricht war Kantor und Organist an der St.-Moritz-Kirche in Taucha; für diese Kirche schuf er in den 1960er Jahren eine Interim-Orgel. Schuricht baute einige kleine Orgeln in Leipzig und Umgebung.
| Jahr       | Ort                  | Gebäude                    | Bild | Manuale | Register | Bemerkungen                                         |
| ---------- | -------------------- | -------------------------- | ---- | ------- | -------- | --------------------------------------------------- |
| 1964       | Taucha               | St. Moritz                 |      |         |          | unsicher                                            |
| 1970–1971  | Leipzig-Schönefeld   | Gedächtniskirche           |      | I       | 5        | aus Teilen der Kreutzbach-Orgel in Taucha, erhalten |
| 1979       | Leipzig-Volkmarsdorf | St. Lukaskirche            |      | I       | 9        | aus Teilen der Kreutzbach-Orgel in Taucha           |
| um 1970/79 | Wachau               | Evangelischer Gemeindesaal |      |         |          | [ 4 ]                                               |